# Sénégali enflammé
Hypargos niveoguttatus
Espèce
Statut de conservation UICN

 LC  : Préoccupation mineure
Le Sénégali enflammé ou Amarante enflammée (Hypargos niveoguttatus) est une espèce de passereaux appartenant à la famille des Estrildidae.

## Description
Cet oiseau mesure environ 11,5 cm de longueur. Il présente un dimorphisme sexuel.
Le mâle a la calotte et la nuque gris brun, la gorge, la poitrine, le croupion et les rectrices médianes rouge cramoisi, le dos brun à reflets rouges, les ailes plus sombres et les parties inférieures noires tachetées de blanc surtout sur les flancs.
La femelle a la tête grise, la gorge et la poitrine orange tandis que les parties inférieures sont grises tachetées de blanc surtout sur les flancs.
Chez les deux sexes, les yeux sont marron, le bec gris et les pattes brun roux.

## Répartition
Cet oiseau vit en Afrique de l'Est.

## Habitat
Cette espèce peuple les milieux arbustifs près des rivières et les lisières forestières.

## Alimentation
Cet oiseau se nourrit essentiellement au sol.